# オットー・チリアクス

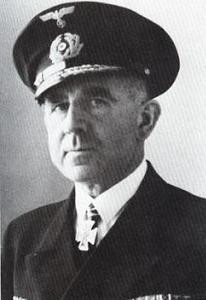
オットー・チリアクス

オットー・チリアクス（Otto Ciliax, 1891年10月30日 - 1964年12月12日）は、ドイツの海軍軍人。海軍大将。

## 来歴
テューリンゲン州ゴータ近郊のノイディーテンドルフに生まれる。1910年に海軍士官候補生としてドイツ帝国海軍に入隊、戦艦「ハノーファー」乗組み中の1913年に少尉に任官。第一次世界大戦中は潜水艦教育を受けたのち魚雷艇T 37やU 52の見張り士官を務める。1916年3月に中尉に昇進。その後1918年にはU 96艦長を務めるが、大尉の時に終戦を潜水艦で迎える。
終戦後も海軍士官として過ごした。スペイン内戦時には装甲艦「アドミラル・シェーア」を1936年9月から1938年10月までの間指揮、その後1939年1月から9月まで巡洋戦艦「シャルンホルスト」を指揮した。
第二次世界大戦開戦後は主に西部方面で指揮を執り、1941年6月から1942年5月まで戦艦隊を指揮した。その中で、1942年2月にツェルベルス作戦の指揮官として作戦を指揮し、成功を収めた。1943年2月に海軍大将に昇進、3月にはノルウェー方面の艦隊司令官となる。大戦末期の1945年4月25日、海軍総司令官カール・デーニッツとの意見対立により更迭され、そのまま終戦を迎えた。
リューベックで死去した。

## 関連書籍
佐藤大輔 「レッドサンブラッククロス」徳間文庫。     